# Vestric-et-Candiac
 Vestric-et-Candiac  es una población y comuna francesa, situada en la región de Languedoc-Rosellón, departamento de Gard, en el distrito de Nimes y cantón de Rhôny-Vidourle.

## Demografía
| 313 | 436 | 503 | 654 | 1001 | 1324 |
| Para los censos de 1962 a 1999 la población legal corresponde a la población sin duplicidades (Fuente: INSEE [Consultar]) |     |     |     |      |      |

## Geografía
La municipalidad se sitúa en la llanura agrico de la Vistrenque. 
Vestric et Candiax es una de las 75 muncipalidades que son miembros del esquema de coherencia territorial SCOT de Sur del Gard, y hace parte de las 34 municipalidades de la tierra Vidourle-Camargue.
La municipalidad se compone del pueblo de Vestric y de la aldea de Candiac.